# 泰始 (南朝宋)
泰始（たいし）は、南北朝時代、南朝宋の明帝劉彧の治世に行われた元号。
465年 - 471年。

## 出来事
- 元年12月：明帝即位、泰始と改元。

## 西暦・干支との対照表
| 泰始 | 元年  | 2年   | 3年   | 4年   | 5年   | 6年   | 7年   |
| 西暦 | 465年 | 466年 | 467年 | 468年 | 469年 | 470年 | 471年 |
| 干支 | 乙巳  | 丙午  | 丁未  | 戊申  | 己酉  | 庚戌  | 辛亥  |

## 北朝の年号
- 北魏：和平6 - 延興1